# Château de la Baugisière
Le château de la Baugisière est un château situé sur la commune de Saint-Michel-le-Cloucq, en Vendée.
Il est inscrit aux monuments historiques depuis 1993

## Historique
Le domaine s’appelait primitivement le manoir de l’Ugres ; il prend son nouveau nom au Moyen Âge quand la famille Bogis en devint propriétaire. 
La famille Boutou est propriétaire de Baugisière dès le XIIIe siècle. Pierre Boutou, écuyer, époux de Lyette de Chassenon, est alors seigneur du lieu.
L'actuel château de Beaugisière est construit en 1741 par le chevalier Maximilien Boutou de La Baugisière. Époux de Suzanne Fleury de La Caillère, puis de Henriette Green de Saint-Marsault, Maximilien eut trois filles : Suzanne (épouse de Claude de Bardin), Thérèse (épouse de M. de Tinguy) et Jeanne (épouse de Charles Racodet de La Vergnais). 
Le château passe ensuite à la fille de Jeanne, Louise Racodet de La Guillemandière, qui épouse le comte Benigne-Germanicus Maynard du Langon. Leur fils, le comte Bonaventure-Germanicus de Maynard en hérite.
En 1880, la Baugisière est vendu au marquis Calixte de Jousselin et son épouse Léontine de Baudry d'Asson.

### Sources
- Guy de Raigniac, « De châteaux en logis, itinéraires des familles de la Vendée » (éditions de Bonnefonds, 1993)